# Крольчатник (Восточно-Казахстанская область)
Крольчатник (каз. Крольчатник) — упразднённое село в Восточно-Казахстанской области Казахстана. Входило в состав городской администрации Риддера. Входило в состав Пригородного сельского округа. Код КАТО — 632433107. Ликвидировано в 2009 году.

## Население
В 1999 году население села составляло 25 человек (13 мужчин и 12 женщин). По данным переписи населения 2009 года, в селе проживали 42 человека (24 мужчины и 18 женщин).